# 國立嘉科實驗高級中等學校
國立嘉科實驗高級中等學校，簡稱嘉科實中，是一所位於台灣嘉義縣太保市南部科學園區嘉義園區內的國立完全中學。2022年3月成立籌備處、2024年8月1日開始招生。設置學制有高中部、國中部、國小部、幼兒園、雙語部。成立的宗旨為方便科學園區以及相關科研機構的員工子女就學。

## 沿革
- 2022年3月，國立嘉科實中籌備處成立[3]。
- 2024年8月1日，「國立嘉科實驗高級中等學校」正式招收第一屆學生，國小、國中、雙語部借用長庚科技大學嘉義校區上課，高中部則是國立嘉義大學新民校區[4]。
- 2025年3月25日，校舍正式動土，第一期校舍工程預計2026年7月完工，全區2028年完工。校地總面積8.5公頃，新建校舍工程預算為新台幣22.9億元，校區包括幼兒園、國小部、國中部、高中部、雙語部、體育館、圖書館、宿舍、景觀工程及操場等，可容納52班、1573名學生。[5]

## 班級概況[6]
- 高中部：每年級3班，共9班。
- 國中部：每年級3班，共9班。
- 國小部：每年級3班，共18班。
- 雙語部：每年級1班 (1-12年級)，共12班。採國際學校或課程協會認證之AP課程。
- 幼兒園：大中小各1班以及幼幼班，共4班。

全校共52班。

### 招生人數[7]
- 國小部：每年級3班（每班25人、共75名）
- 國中部：每年級3班（每班28人、共84名）
- 高中部：每年級3班（每班30人、共90名）
- 雙語部

## 歷任校長
| 任別 | 姓名   | 就任     | 離任 |
| ---- | ------ | -------- | ---- |
| 1    | 林怡慧 | 2024/8/1 | 現任 |

## 交通
未來校址
- 台灣高速鐵路：高鐵嘉義站
- 嘉義BRT：故宮南院站

## 外部連結
- 國立嘉科實驗高級中等學校網站 （页面存档备份，存于）
- 國立嘉科實驗高級中等學校Facebook
- 國立嘉科實驗高級中等學校籌備處教師甄選網站 （页面存档备份，存于）
- 國立嘉科實中樂於教育創新 期許培養全球化人才 （页面存档备份，存于）